# Bruno Méndez (piłkarz)
Bruno Méndez Cittadini (ur. 10 września 1999 w Montevideo) – urugwajski piłkarz występujący na pozycji środkowego lub prawego obrońcy, reprezentant Urugwaju, od 2024 roku zawodnik meksykańskiej Toluki.